# Rabenwäldchen

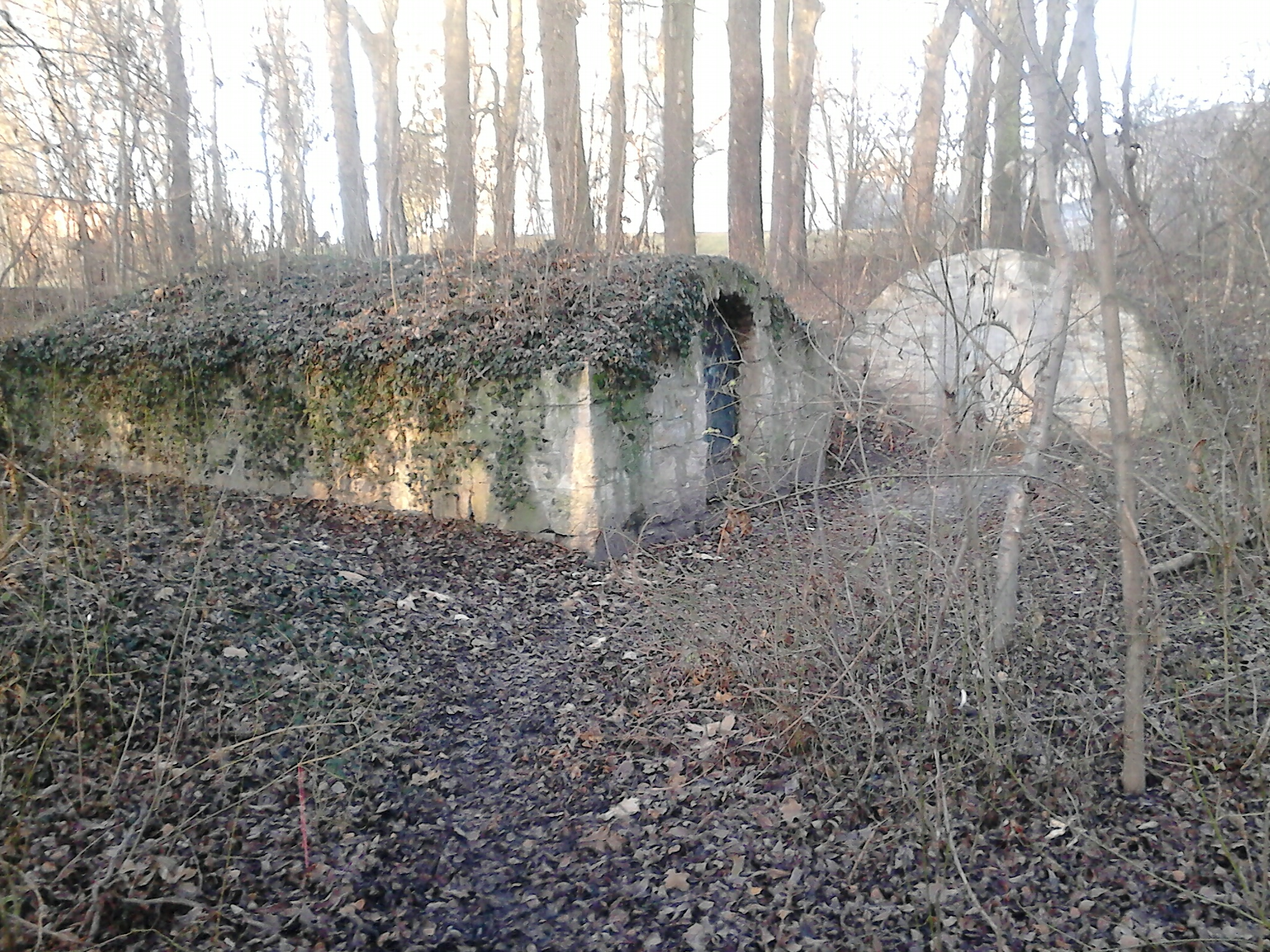
Zwei der drei Brunnenhäuschen im Rabenwäldchen

Das Rabenwäldchen in Weimar-West gelegen zwischen Prager Straße und Moskauer Straße gegenüber dem Bahnhof Weimar-West ist ein kleines Waldgebiet, ein reiner Laubwald, dem drei Quellen entspringen, die sog. Rabenquellen, welche dem kleinen Waldstück ihren Namen gaben.
Der Name hat nichts mit einem Ort für Hinrichtungen zu tun, wie es beim Rabensteinplatz in Leipzig der Fall gewesen ist, sondern leitet sich von den Krähen ab, die im Volksmund mit Raben gleichgesetzt wurden. Diese nutzten das Gehölz als Schlafstätte.
Die dortigen Brunnenstuben, errichtet 1849, dienen der Wasserversorgung Weimars. An Röhrenfahrten angeschlossen werden nahezu sämtliche Brunnen in Weimar mit Wasser versorgt. Das wurde möglich, weil 1984 und 1986 bereits zwei von drei Brunnenstuben wieder freigelegt und restauriert wurden. Die Brunnenstuben bestehen aus kleinformatigen Muschelkalksteinen. Die Bedachungen sind als Tonnengewölbe oder als Tonnendach ausgeführt. Das dritte wurde 1997 restauriert. Das ist dort auch über dem Eingang zu lesen.
Das Gebiet um das Rabenwälchen ist auch für die Siedlungsgeschichte des Weimarer Lands von Bedeutung. 1977 wurde bei den vorbereitenden Beräumungsarbeiten zur Errichtung des neuen Stadtteils im Bereich der Quellmulde Rabenwäldchen eine deutsch-slawische Siedlung aus dem 9. und 10. Jahrhundert freigelegt. Mit über 2500 Keramikbruchstücken gehörte dieser Fundplatz mit zu den bedeutendsten in Thüringen.